# Belgische Badmintonmeisterschaft 2019
Die Belgische Badmintonmeisterschaft 2019 fand vom 2. bis zum 3. Februar 2019 in der Hall des Sports ULB Erasme in Anderlecht statt.

## Medaillengewinner
| Disziplin    | Gold                           | Silber                                 | Bronze                               |
| ------------ | ------------------------------ | -------------------------------------- | ------------------------------------ |
| Herreneinzel | Yuhan Tan                      | Julien Carraggi                        | Maxime Moreels                       |
| Herreneinzel | Yuhan Tan                      | Julien Carraggi                        | Elias Bracke                         |
| Dameneinzel  | Lianne Tan                     | Clara Lassaux                          | Lisa Demeyere                        |
| Dameneinzel  | Lianne Tan                     | Clara Lassaux                          | Flore Vandenhoucke                   |
| Herrendoppel | Elias Bracke Freek Golinski    | Dylan Rosius Jona van Nieuwkerke       | Guillaume Bonnet Alexandre Lallemand |
| Herrendoppel | Elias Bracke Freek Golinski    | Dylan Rosius Jona van Nieuwkerke       | Frédéric Gaspard Jonathan Gillis     |
| Damendoppel  | Lise Jaques Flore Vandenhoucke | Steffi Annys Elke Biesbrouck           | Elise Dhondt Ann Knaepen             |
| Damendoppel  | Lise Jaques Flore Vandenhoucke | Steffi Annys Elke Biesbrouck           | Kirstin Boonen Clara Lassaux         |
| Mixed        | Patryk Szymoniak Lise Jaques   | Jona van Nieuwkerke Flore Vandenhoucke | Tijl Dewit Presence Beelen           |
| Mixed        | Patryk Szymoniak Lise Jaques   | Jona van Nieuwkerke Flore Vandenhoucke | Raphael van Wel Birthe van den Berg  |